# Rafael Benshalom
Rafael Benshalom (în ebraică:רפאל בנשלום, numele la naștere:Rafael Friedl,  n. 6 mai 1920 Cluj - d. 5 septembrie 1996) a fost un diplomat israelian, evreu originar din Transilvania, România, care a fost, începând din anul 1969,  cel dintâi ambasador extraordinar și plenipotențiar al Israelului în România. Benshalom a fost în tinerețe, militant al mișcării sioniste socialiste Hashomer Hatzair și a activat, în anii Holocaustului, în cadrul mișcărilor subterane de tineret evreiesc în Slovacia și Ungaria, contribuind la organizarea salvării și emigrării unor supraviețuitori evrei din Europa ocupată de naziști și la echiparea cu arme a statului evreiesc în curs de întemeiere.

## Biografie

### Copilăria în România, Germania și Slovacia
Rafael Benshalom s-a născut la Cluj sub numele Rafael Friedl, ca cel mai mic dintre cei trei copii ai lui Alfred Friedl, care a ajuns la Cluj ca ofițer în armata austro-ungară, și al soției acestuia, Erna, născută în Germania. 
A devenit orfan de tată la vârsta de trei ani, și s-a mutat cu mama sa la Timișoara, unde a crescut până la vârsta de 11 ani. Din tinerețe a fost talentat la limbi, la muzică și în alte domenii, talente care l-au ajutat în perioade din cele mai grele. În 1931 a emigrat în Germania, în orașul Neustadt, unde locuiau bunicii săi materni și unde a învățat la școli locale. După ascensiunea naziștilor la putere în Germania, s-a stabilit la Bratislava (pe atunci în Cehoslovacia), unde au locuit părinții săi în tinerețea lor, și a învățat un timp la gimnaziul german din oraș.  De la 14 ani a fost activ în mișcarea de tineret Hashomer Hatzair, în 1937 plecând la Praga pentru a înființa acolo o secție a acesteia.

### Activitatea în mișcarea subterană de tineret evreiesc în Slovacia și Ungaria
După ocuparea Cehiei de către Germania nazistă Friedl s-a întors în Slovacia, în care se constituise un stat marionetă declarat independent.  El a fost încorporat în armata slovacă, servind ca fotograf.În anul 1941, din cauza primejdiei pentru evrei, a coborât în ilegalitate, participând în zona Trencin la activitatea de apărare și salvare a tinerilor evrei din mișcarea pluripartinică sionistă Hehalutz (Pionierul). În această calitate a ajutat tineri refugiați evrei fugiți din Polonia. În acea perioadă a început să folosească documente și identități false, ajutat fiind și de aspectul sau fizic "arian" și excelenta stăpânire a limbii germane. La Anul Nou 1944 consiliul organizației sale întrunit pentru ultima oară l-a însărcinat să treacă în Ungaria, împreună cu un alt tânăr vorbitor și el de maghiară, Moshe Alpan (Elefant). Colegii săi din Slovacia s-au alăturat mișcării de partizani antifasciști slovaci. În Ungaria a fost uimit de libertățile de mișcare și asociere pe care încă le mai aveau evreii, dar ele au încetat foarte curând, odată cu ocuparea Ungariei de către armata aliată nazistă la 19 martie1944. În lunile următoare majoritatea evreilor din Ungaria au fost izolați, adunați și trimiși la exterminare în lagărele naziste din Polonia. Friedl a fost in acele zile reprezentantul miscarii Hashomer Hatzair în contactele cu organizațiile sioniste și evreiești locale, de asemenea a reușit să stabilească legături cu factori guvernamentali, militari, polițienești și grupuri de rezistență ne-evreiești sau factori din lumea interlopă în scopul salvării de evrei, inclusiv din cei arestati de autorități. În această activitate a cooperat și cu prietena sa, Tamara, originară din estul fostei Cehoslovacii, și care avea să devină soția sa.

### După 1945
După sfârșitul războiului Friedl a înființat „Oficiul palestinian” evreiesc din Praga, în cadrul căruia a participat la organizarea emigrației „ilegale” a suprviețuitorilor evrei în Palestina, aflată la sfârșitul perioadei de administrație britanică. De asemenea. in acea perioadă și mai apoi ca diplomat israelian oficial la Praga a deținut un rol însemnat în procurarea de armament necesar apararii Statului Israel în curs de întemeiere.

### Kibuțnik și diplomat
În anul 1947 Friedl a emigrat în Palestina împreună cu soția și copilul și s-a stabilit în kibuțul Haoghen din valea Emek Hefer .
În Israel și-a ebraizat numele de familie în Benshalom. A lucrat o perioadă ca muncitor în întreprinderea din kibuț, apoi a fost primit în serviciu de afaceri externe al Statului Israel, recent creat pe o parte a teritoriului Palestinei. A fost, mai întâi prim-secretar și consul la legația Israelului la Praga, ulterior devenind primul ambasador al Israelului în Mali și apoi în Cambodia, iar în 1969 a fost cel dintâi ambasador al Israelului la București, unde l-a înlocuit pe ministrul Eliezer Doron.
Benshalom a murit în anul 1996 la vârsta de 73 de ani. Fiul sau, Dani Benshalom (născut la Budapesta în 1945) a devenit un cunoscut profesor și instructor de dansuri populare israeliene, având la rândul său 3 copii și 4 nepoți.

## Premii și onoruri
- Medalia pentru eroism din partea Ungariei